# Exlibris

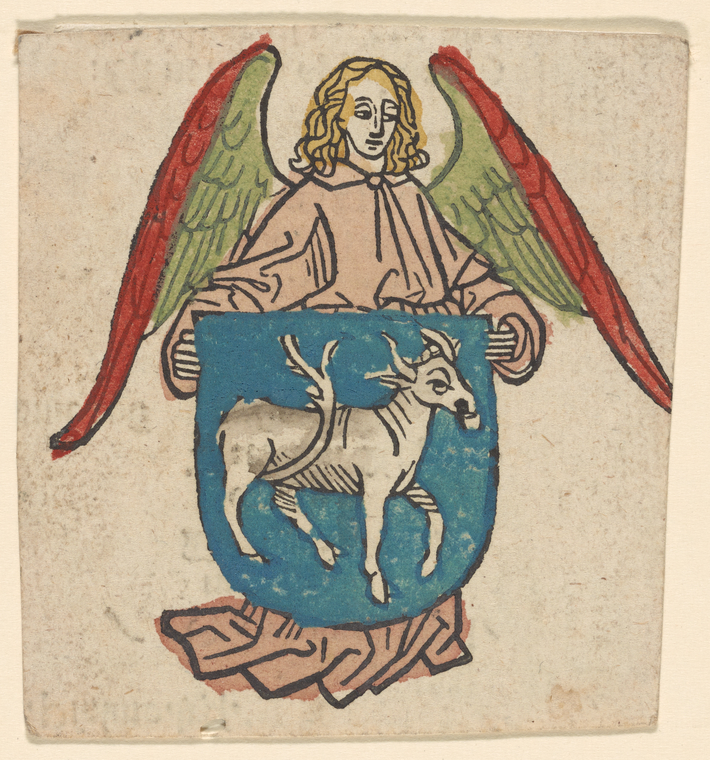
Exlibris des Buxheimer Kartäusermönchs Hilprand Brandenburg von Biberach, Ende 15. Jahrhundert

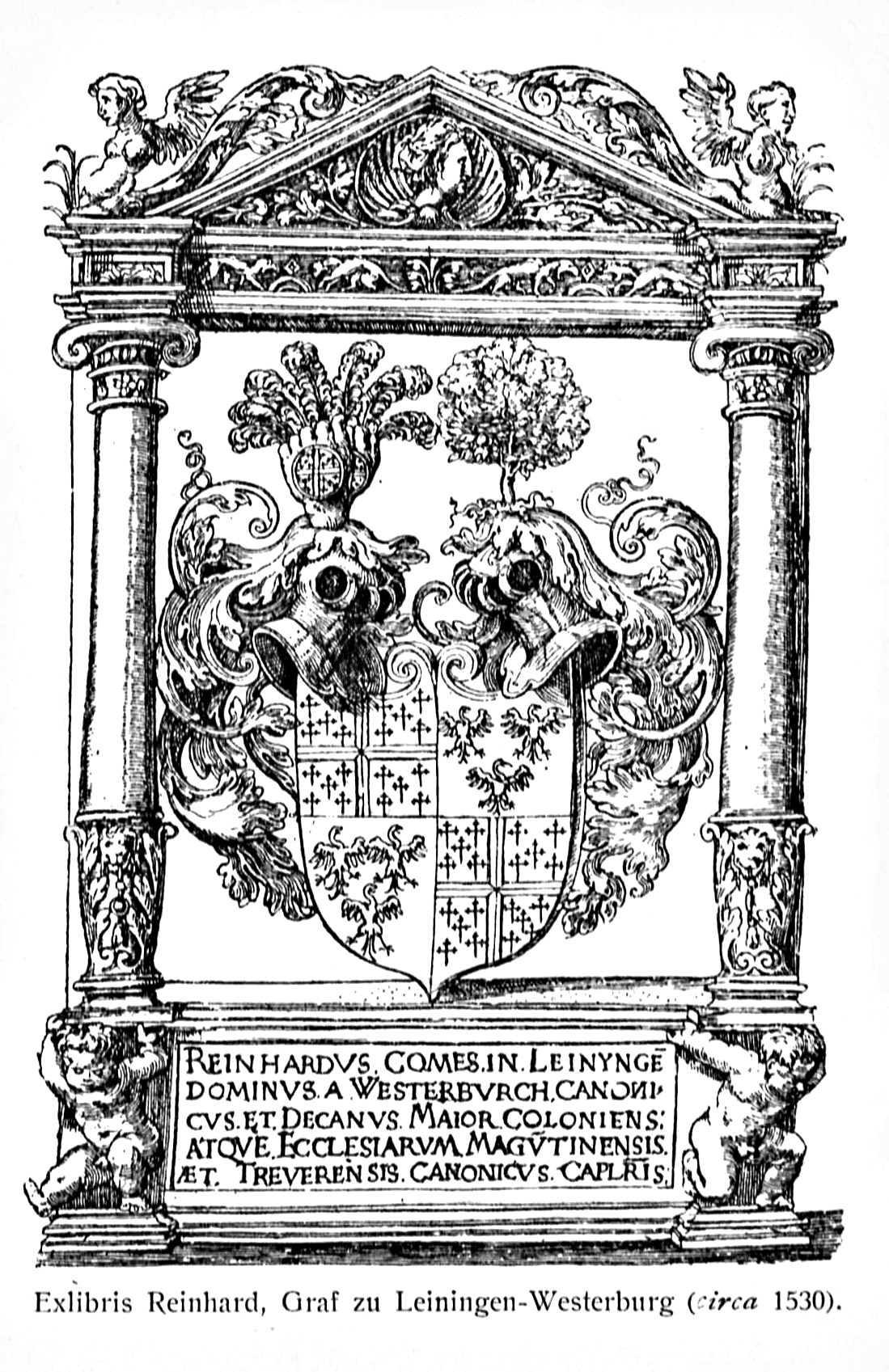
Exlibris des Kölner Domdekans Reinhard von Leiningen, um 1530

Heraldisches Buchzeichen für den Ex-libris-Verein zu Berlin. Gestaltet von Adolf Matthias Hildebrandt, 1892.

Ein Exlibris (von lateinisch ex „aus“, und libris „den Büchern“; wörtlich „aus den Büchern [von …]“) ist ein in Bücher eingeklebter Zettel oder ein Stempel, der zur Kennzeichnung des Eigentümers dient. Weitere Bezeichnungen sind Bucheignerzeichen, Bücherzeichen oder Buchmarke.
Die Vielfältigkeit der Exlibris spiegelt sich in einer Reihe von Untergruppen: Den Gebrauchsexlibris, die zur Gebrauchsgrafik gehören, stehen die künstlerisch ambitionierten Sammler-Exlibris gegenüber, die oft nur für Sammler, nicht für den Gebrauch in Bibliotheken hergestellt wurden. Nach den dargestellten Motiven unterscheidet man z. B. Heraldische Exlibris, Akt-Exlibris u. a. m. Unter Eigenexlibris versteht man Exlibris, die vom Urheber für die eigene Büchersammlung entworfen wurden. Infolge ihres kleinen Formats werden Exlibris auch unter Kleingrafik subsumiert, obschon es auch größere Sammler-Exlibris gibt.

## Geschichte
Vorläufer der gedruckten Exlibris waren handschriftliche Besitzvermerke, die schon in den frühmittelalterlichen Scriptorien der Klöster üblich waren. Mit der Erfindung des Buchdrucks durch Johannes Gutenberg um das Jahr 1450 gelangten Bücher preiswerter an einen weiteren Leserkreis. Die daraus resultierende Blüte der Bibliotheken ließ den Wunsch aufkommen, den eigenen Buchbesitz zu kennzeichnen. In den Einbänden klebten nun Exlibris; kleine gedruckte grafische Kunstwerke auf Papierbögen als Holzschnitt, Kupferstich, Stahlstich, Lithografie oder in einer der modernen Drucktechniken.
Erste Exlibris stammen aus dem Heiligen Römischen Reich zum Ende des 15. Jahrhunderts. In der Fachliteratur gilt heute das Holzschnitt-Exlibris des Buxheimer Kartäusermönchs Hilprand Brandenburg von Biberach (1442–1514) als das älteste. Seine Entstehung wird auf die Jahre 1470 bis 1490 geschätzt. Aus dieser Zeit ist aber auch das Exlibris von Hanns Igler Knabensberger († 1501) bekannt, einem Vikar aus Schönstadt in Hessen.
Um die Wende zum 16. Jahrhundert wurden Exlibris von bekannten Malern wie Albrecht Dürer, Lucas Cranach dem Älteren, Hans Holbein dem Jüngeren und Hans Burgkmair dem Älteren geschaffen. Später kamen Sebald Beham, sein Bruder Barthel Beham und Hans Baldung hinzu.
Etwa zur selben Zeit wie im Alten Reich entstanden diese auch in der Schweiz und in der ersten Hälfte des 16. Jahrhunderts in anderen europäischen Ländern: Frankreich, Böhmen, Polen und Italien. Aus der zweiten Hälfte des 16. Jahrhunderts sind die ersten Exemplare aus England bekannt. Im Laufe der Jahrhunderte finden sich schwerpunktmäßig bestimmte Darstellungen auf Exlibris: In der Renaissance wurden Wappen und Porträts genutzt, die oft mit Ornamenten und bildhaften Darstellungen versehen wurden. Wappen symbolisieren Ehre und Wohlstand. Auf Barock-Exlibris sind biblische Motive (Allegorien) vorherrschend. Kupferstich und Radierung hatten inzwischen den Holzschnitt verdrängt.
Daniel Chodowiecki gehörte zu den besten Illustratoren im 18. Jahrhundert. Beliebte Motive waren Bibliotheksinnenräume. In England entsprach Chippendale (nach dem Möbeltischler Thomas Chippendale benannt) dem Rokoko des Festlandes. Im Biedermeier (1815–1848) entstanden Blätter – z. B. von Ludwig Richter –, die eine Welt bürgerlicher Geborgenheit schildern.
Wiederbelebt wurde die Exlibris-Kunst um 1880 u. a. durch den Begründer der modernen Radierkunst Max Klinger. Das Exlibris erlebte um diese Zeit einen großen Aufschwung, was sich in einer enormen Themenvielfalt und in der Bildung von Sammlerkreisen zeigte. Die heutige Deutsche Exlibris-Gesellschaft e. V. wurde 1891 in Berlin unter dem Namen Exlibris-Verein zu Berlin gegründet. Die von dieser Gesellschaft herausgegebene Fachzeitschrift Exlibris. Zeitschrift für Bücherzeichen – Bibliothekenkunde und Gelehrtengeschichte erschien von 1891 bis 1906, der Nachfolger Exlibris, Buchkunst und angewandte Graphik von 1907 bis 1941. Besonders im Jugendstil erwachte das Exlibris zu neuer Blüte. Graf Karl Emich zu Leiningen-Westerburg-Neuleiningen (1856–1906) war er ein begeisterter Exlibris-Sammler bzw. Forscher und veröffentlichte 1901 das Standardwerk Deutsche und österreichische Bibliothekszeichen.
Vor allem in den letzten beiden Jahrhunderten sind Exlibris Gegenstand eigener Sammlungen und buchkünstlerischer Betätigung (Exlibris-Kunst) geworden. 1890 wurde die englische Ex-Libris-Society gegründet, der deutsche Exlibris-Verein zu Berlin folgte 1891 und die Österreichische Exlibris-Gesellschaft begann ihre Tätigkeit 1903. 1968 wurde der Schweizerische Ex Libris Club gegründet.

## Stempel

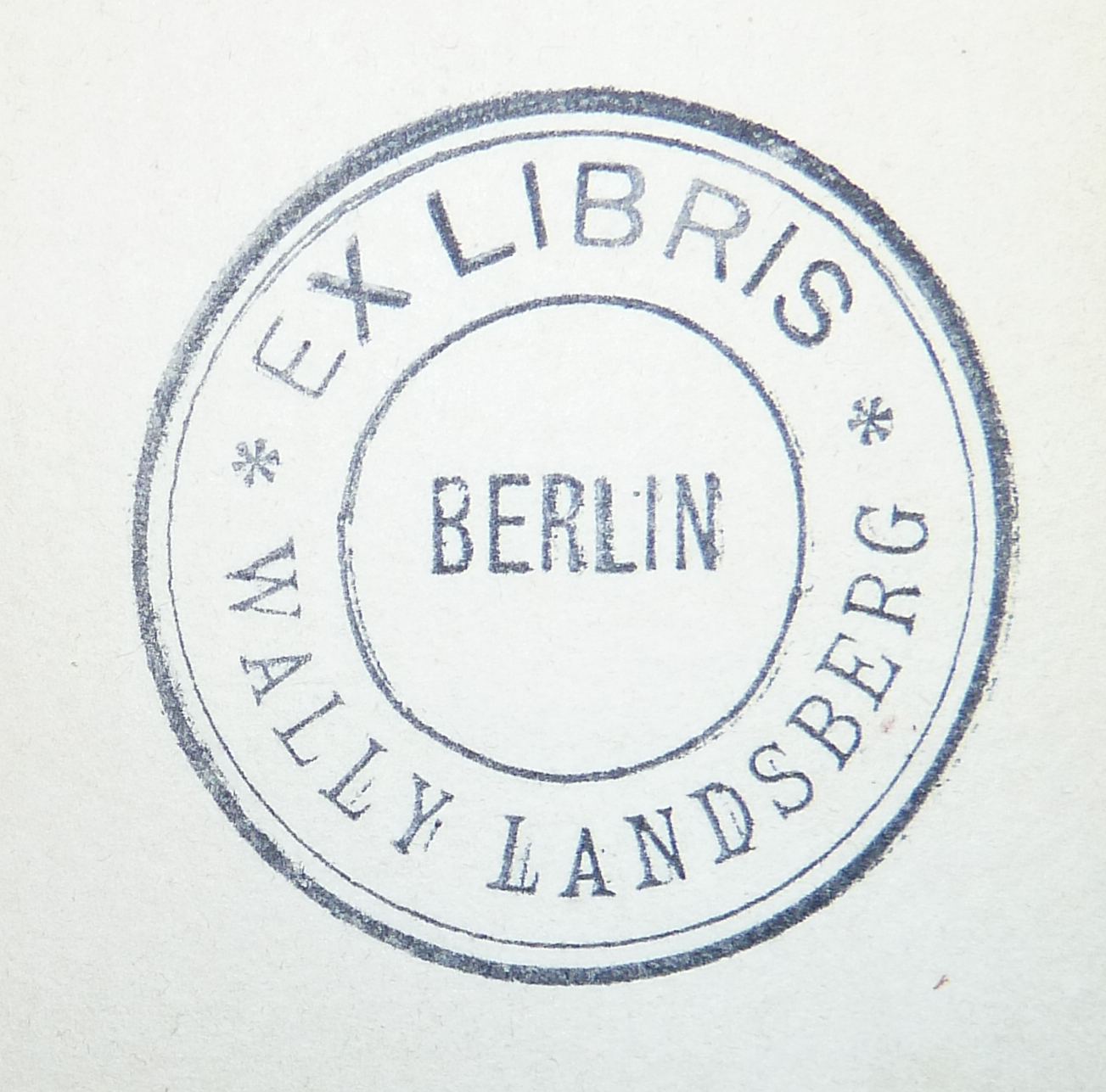
Abdruck eines Exlibrisstempels, 1918

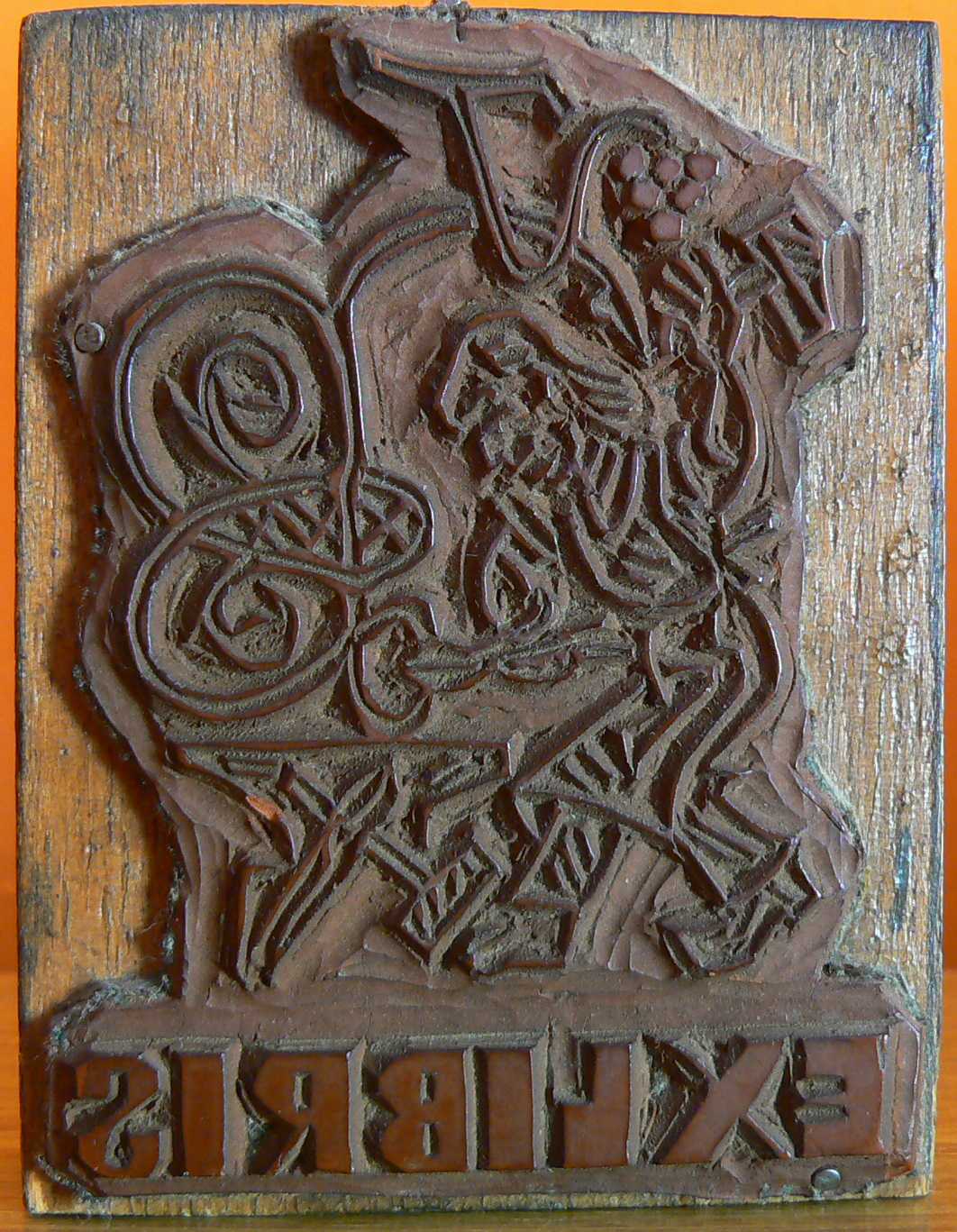
Exlibrisstempel, 2008

Exlibrisstempel (auch Buchstempel, Bücherstempel, Namensstempel, Besitzstempel) sind Werkzeuge zur Kennzeichnung einzelner Bücher, zumeist auf dem Vorsatz oder dem Titelblatt. Es handelt sich um runde, viereckige oder ovale Holzstempel mit Motiven und Ornamenten zur Charakterisierung des Eigentümers. In den Stempelabdruck kann sein Name integriert sein. Im Unterschied zu einem vorgedruckten und eingeklebten Exlibris wird die Marke mit einem Stempel direkt ins Buch gedruckt.
Am Ende des 15. Jahrhunderts sind Stempel als Exlibris noch gebräuchlich, später galten die Stempel, ähnlich wie Bibliotheksstempel, als „gewöhnliche“ Kennzeichen, und private Buchbesitzer zogen gedruckte Zettel als Exlibris vor. Heute hat das Stempeln wiederum den Anstrich eines Besonderen, was sich in kunstvoll geschnittenen modernen Exlibrisstempeln niederschlägt.
Heute werden Stempel, die direkt auf die Bücher gestempelt werden, von Bibliophilen nicht als Exlibris betrachtet, da sie die Bücher beschädigen und ihren Marktwert beeinträchtigen (weshalb sie von öffentlichen Bibliotheken verwendet werden, um Diebe abzuschrecken).

## Sammlungen (Auswahl)
- Frederikshavn Kunstmuseum & Exlibrissamling – mit ca. 450.000 Originalen eine der größten Sammlungen der Welt. Diese werden auf art-exlibris online verfügbar gemacht.
- Sammlung des Gutenberg-Museums Mainz, Museum für Buch-, Druck- und Schriftgeschichte mit 120.000 Originalen. Beschreibung der Sammlung von Elke Schutt-Kehm: Die Exlibris-Sammlung im Gutenberg-Museum (Memento vom 11. März 2016 im Internet Archive).
- Exlibris-Sammlung des Museums Schloss Burgk mit 75.000 Blättern. Sie wurde 1981 als Nationales Exlibris-Zentrum der DDR gegründet und basiert auf der Sammlung des Lehrers Paul Heinicke (1874–1965).
- Sammlung der Staatsbibliothek zu Berlin mit 50.000 Exlibris.
- Sammlung der Bayerischen Staatsbibliothek. Diese besitzt nach eigenen Angaben mit 39.500 Blättern die drittgrößte Sammlung in Deutschland.
- Exlibris-Sammlungen der Stadtbibliothek Mönchengladbach mit über 150.000 Exlibris. Sie sind teilweise erschlossen über die Datenbank exlibrisportal.moenchengladbach.de mit 96.000 Datensätzen (Stand: Oktober 2020).
- Exlibris-Sammlung Anderle, Landesmuseum Kärnten Die Exlibris-Sammlung Anderle und andere kostbare Blätter aus dem Landesmuseum Kärnten (Memento vom 11. Juli 2016 im Internet Archive). Ausstellung 23. Juni 2016 – 29. Januar 2017
- The William Augustus Brewer Digital Bookplate Collection und ausführliche Beschreibung (Memento vom 18. Juni 2018 im Internet Archive)
- Sammlung des Museums Sint-Niklaas in Belgien, zählt mit 160.000 Exlibris von 5.500 Künstlern aus 50 Ländern zu den wichtigsten europäischen Sammlungen. Allerdings wurde laut Mitteilung der Association of European Printing Museums (AEPM) die im November 2019 die Sammeltätigkeit und die Beantwortung von Anfragen eingestellt. Die bestehende Sammlung wird aufbewahrt, bis ein neuer Standort gefunden ist.
- E-Pics-Katalog „Ex meis libris“ der ETH-Bibliothek
- Archiv der Deutschen Exlibris-Gesellschaft mit 14.000 Exlibris sowie umfangreicher Literatur über Exlibris und Exlibris-Künstler.
- Auflistung weiterer Exlibris-Sammlungen in Deutschland auf der Website der Deutschen Exlibris-Gesellschaft
- GBV-Provenienz Wiki Sammlung von Exlibris, die im Zusammenhang mit der Provenienzforschung an Bibliotheken gefunden wurden.

Bildergalerie
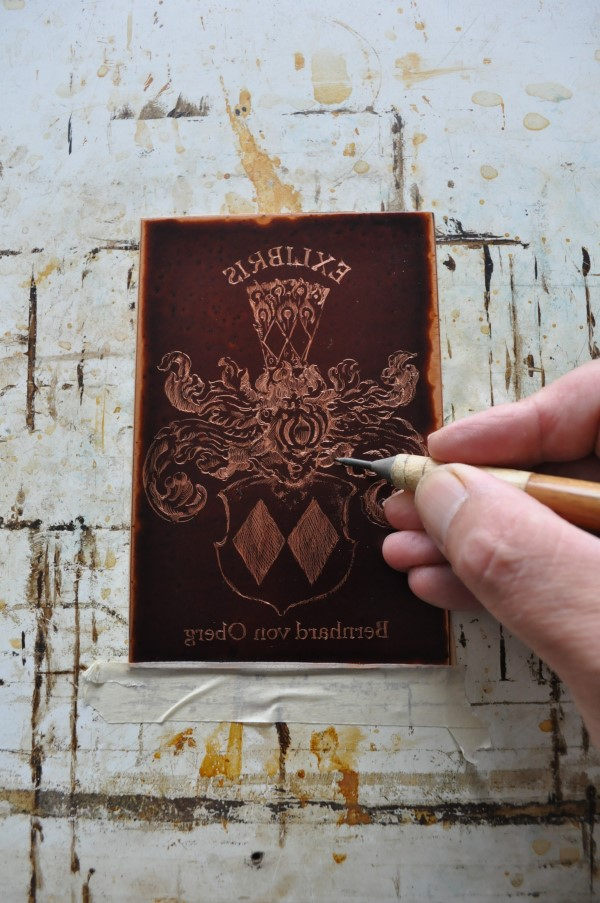
Anfertigung eines Exlibris: Nadelarbeit für die „Strichätzung“
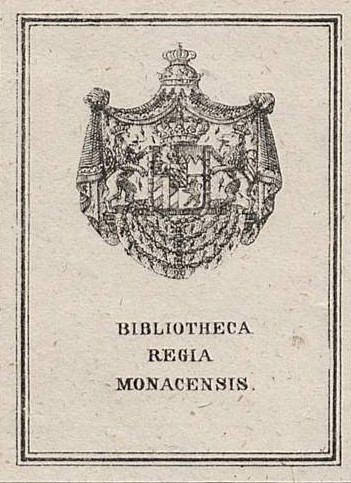
Exlibris der Bibliotheca Regia Monacensis
Exlibris für Hildebrand Brandenburg, um 1480
Exlibris von Jost Amman für Melchior Schedel, um 1570
Exlibris für die Bischöfliche Hofbibliothek Brixen, um 1580
Exlibris für Johann Jacob Salomon, 18. Jahrhundert
Exlibris von Wilhelm Busch für Friedrich Warnecke, 1899
Hans Thoma, Exlibris für Hch. W., Zinkografie, monogrammiert
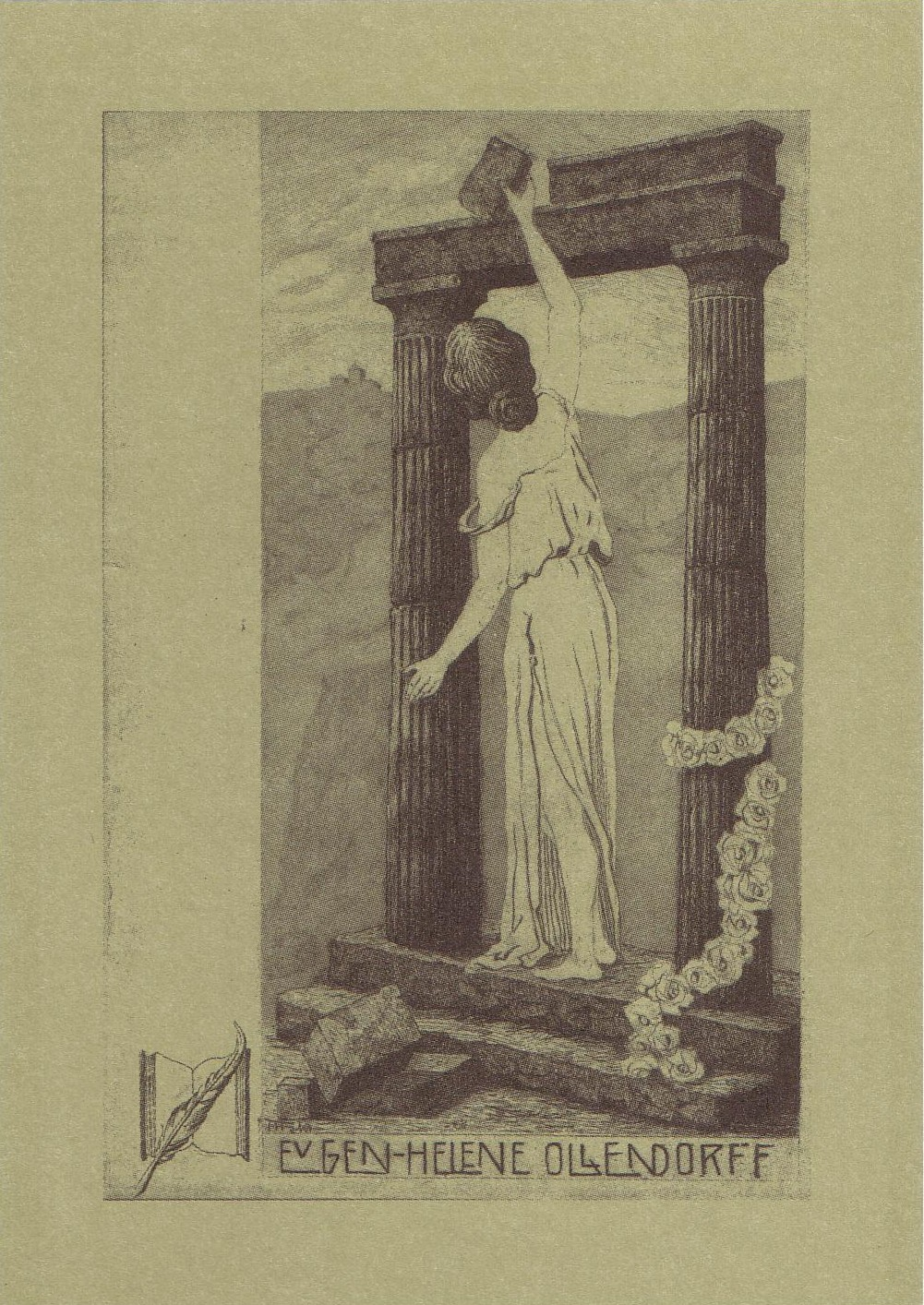
Jugendstil-Exlibris für Eugen und Helene Ollendorff in Breslau (Radierung von Helma Fischer-Oels, 1. Hälfte des 20. Jahrhunderts)
Jugendstil: Exlibris der Burschenschaft Holzminda Göttingen, um 1910
Freimaurerisches Exlibris für James Roberts Brown, 1892
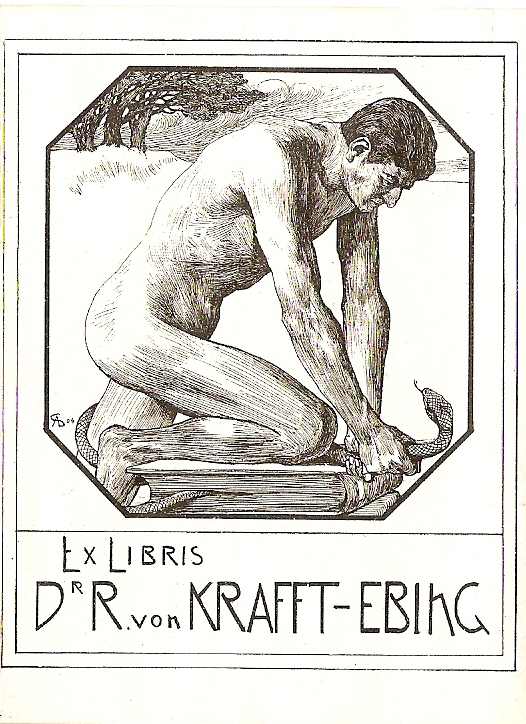
Jugendstil-Exlibris für Richard von Krafft-Ebing, um 1900
Max Klinger, Exlibris für D. Bischoff, Aquatintaradierung, 1885
Max Klinger, Exlibris für LL, monogrammiert, um 1900
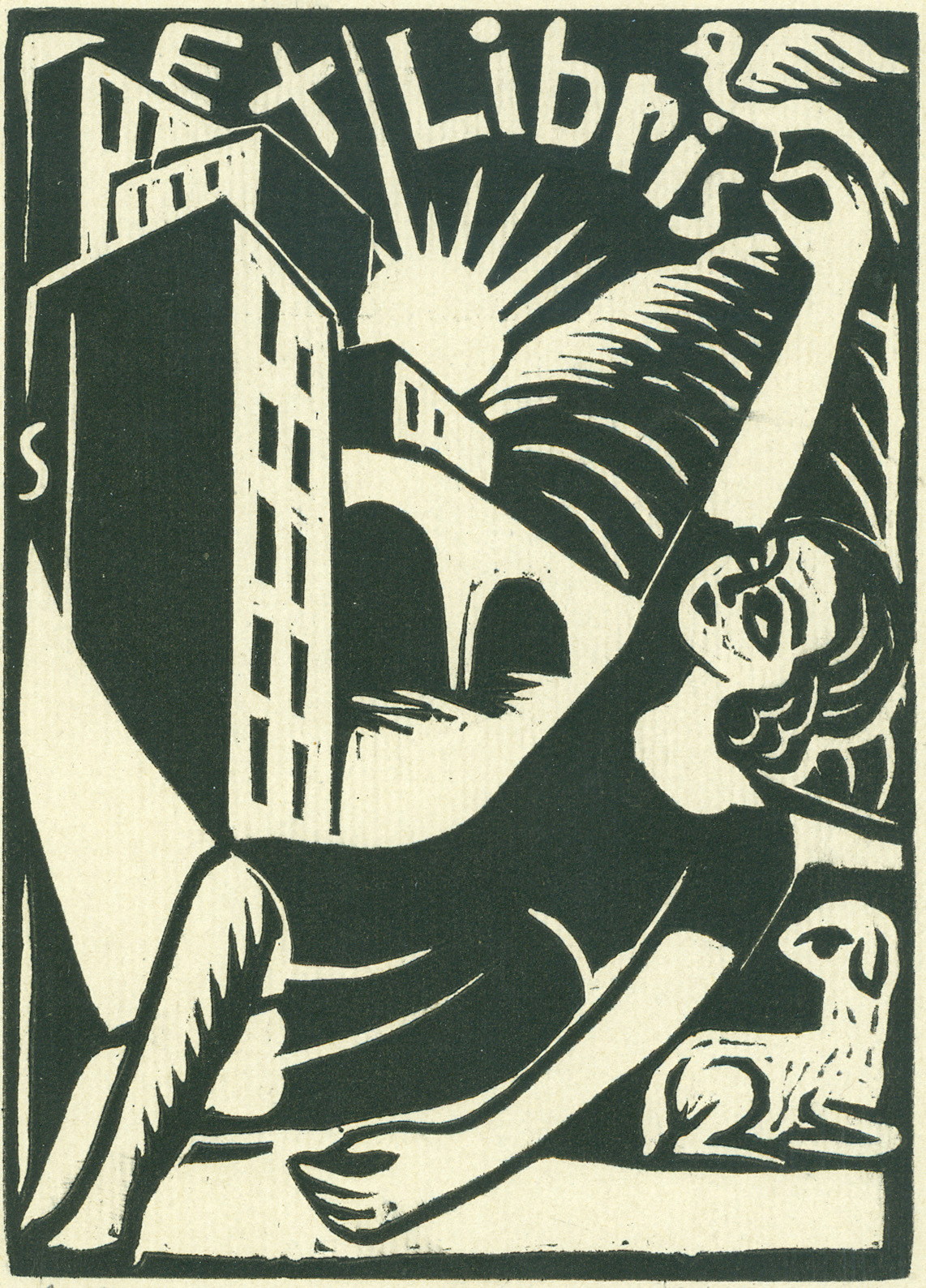
Georg Schrimpf, Exlibris; Probedruck
Exlibris von Emil Orlik für Martha Poensgen, vor 1901
Heinrich Vogeler, Exlibris für Hugo von Reininghaus, um 1900
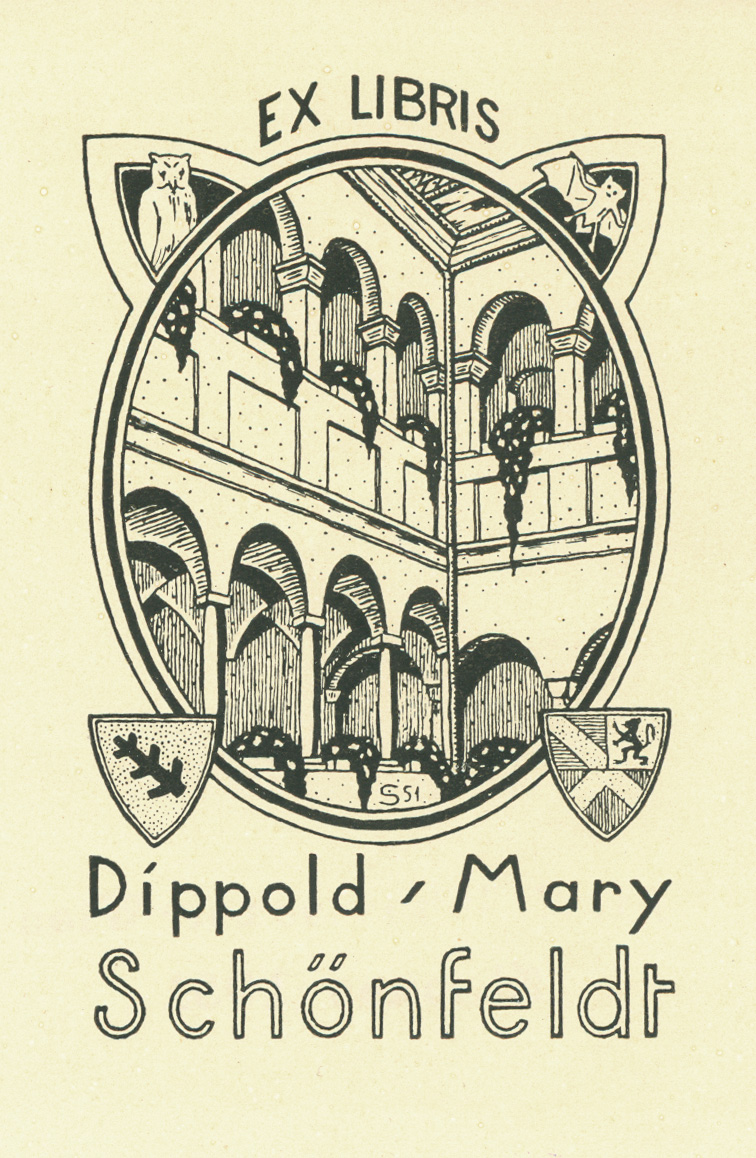
Joseph Sattler, Exlibris für Schönfeldt
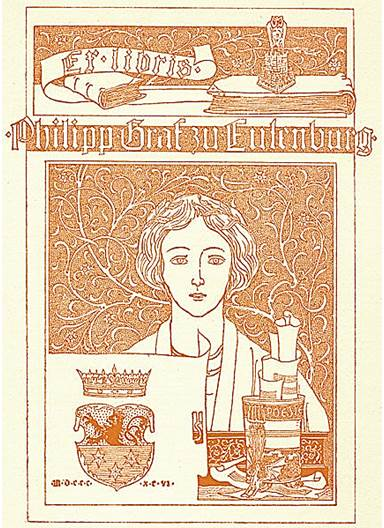
Joseph Sattler, Exlibris für Philipp Graf zu Eulenburg
Exlibris Peter Johannes de Neui
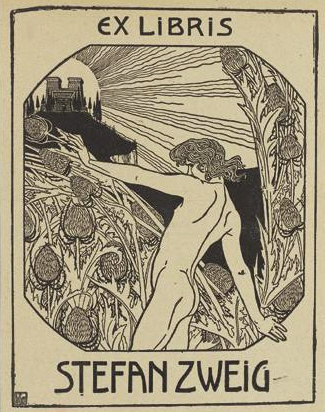
E. M. Lilien: Exlibris für Stefan Zweig
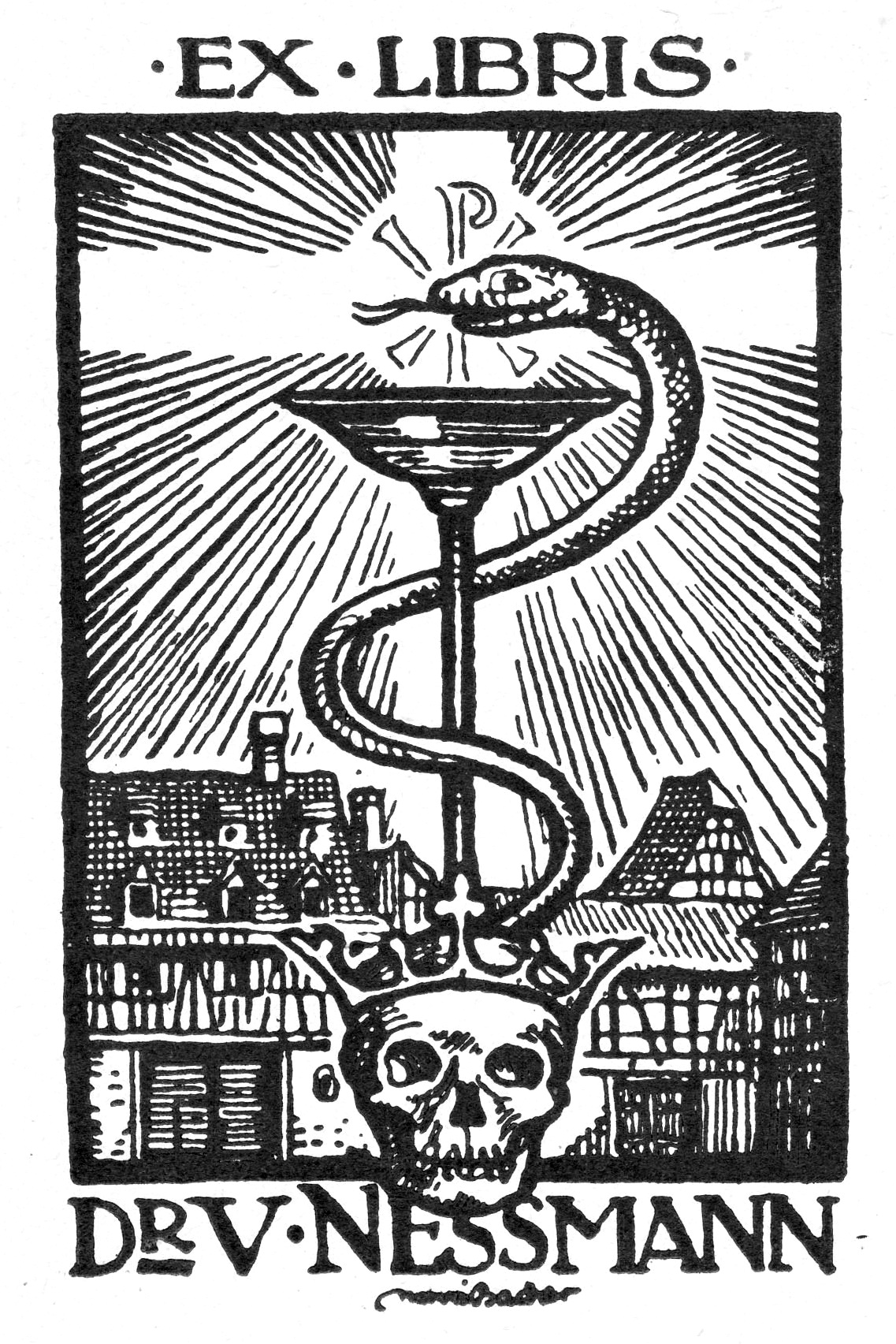
Henri Bacher: Exlibris für den Straßburger Arzt Victor Nessmann
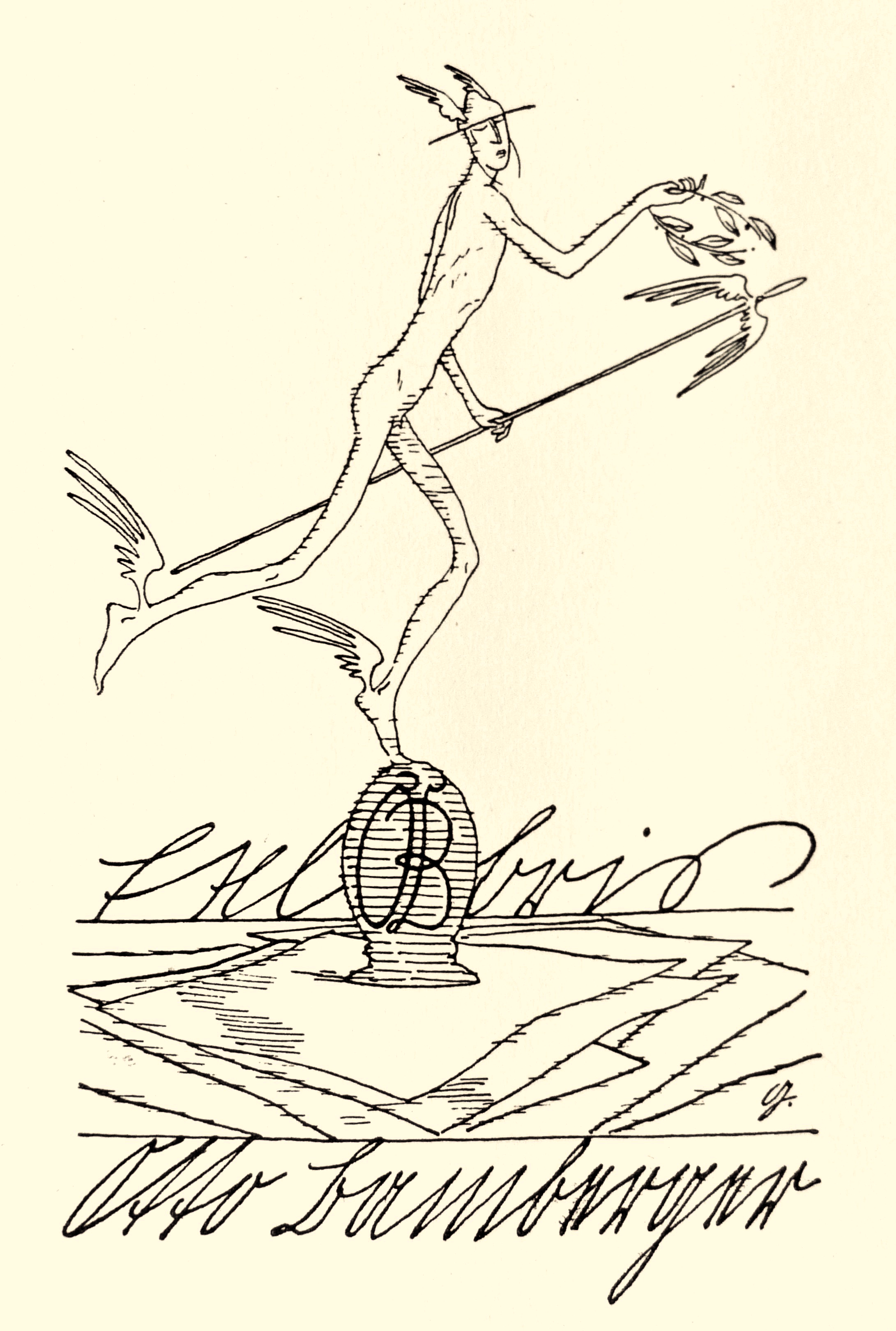
Exlibris für den Kunstsammler und -mäzen Otto Bamberger
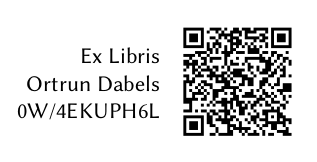
Exlibris mit Link zu weiteren Informationen